# Poiares (Ponte de Lima)
Poiares es una freguesia portuguesa del concelho de Ponte de Lima, con 5,91 km² de superficie y 847 habitantes (2001). Su densidad de población es de 143,3 hab/km².